# Zobel (Adelsgeschlecht)
Die Familie von Zobel, später auch Zobel von Giebelstadt, ist ein fränkisch-schwäbisches Uradelsgeschlecht mit vormaligen Besitzungen im Ritterkanton Odenwald. Stammsitz war Giebelstadt im Landkreis Würzburg.
Das Geschlecht ist nicht stamm- und wappenverwandt mit den im 16. Jahrhundert von Franken nach Schneeberg in Sachsen eingewanderten Herren von Zobel.

## Geschichte
Seit dem 13. Jahrhundert besaßen die Zobel als würzburgische Ministerialen den Stammsitz Schloss Giebelstadt zu Lehen und übten im Dorf gemeinsam mit den Geyer von Giebelstadt die Herrschaftsrechte aus, als Kondominatsdorf mit zwei Herrensitzen. 1345 erfolgte die Belehnung mit Darstadt bei Ochsenfurt.
Schon früh wurde der Familie das Hofamt des Unterkämmerers im Hochstift Würzburg übertragen. Konrad I. Zobel († 1318) war um 1316–1318 Abt von Münsterschwarzach.
Die Darstellungen von Johann Gottfried Biedermann in seinem Geschlechtsregister der fränkischen Ritterschaft für den Ritterkanton Odenwald sind allerdings – wie vieles in diesem Werk – quellenmäßig fraglich, da meist unbelegt und öfter auf Familienlegenden beruhend. Danach soll ein Wilhelm Zobel bereits im Jahr 948 am 3. Turnier zu Konstanz teilgenommen haben. Ein Hans Zobel soll im Jahr 995 vom Würzburger Bischof zu Papst Johannes XV. entsandt worden sein, ein Adelbert Zobel 1045 mit Bischof Bruno von Würzburg am Ungarnfeldzug teilgenommen haben. Ferner werden dort ein Rupert Zobel 1085 als Rat von Bischof Meinhard und ein Siegfried Zobel 1140 als Stifter für das Kloster St. Afra in Würzburg genannt.
Andreas Zobel von Giebelstadt kaufte vom Landgrafen Johann von Leuchtenberg die Herrschaft Lobenhausen mit Burg Lobenhausen und verschrieb ihm im Jahre 1398 die Öffnung. Etwa zur selben Zeit erhielt Hans Zobel von Giebelstadt vom Kurfürsten Rupprecht III. von der Pfalz die Schirmgerechtigkeit der Kesseler zu Lehen, die vorher Dieter Zobel von Giebelstadt besaß. Einen weiteren Hans Zobel von Giebelstadt belehnte der Abt von Fulda 1440 mit dem Burgsitz zu Retzstadt, den Andreas Zobel von Giebelstadt aber bereits 1483 wieder verkaufte.

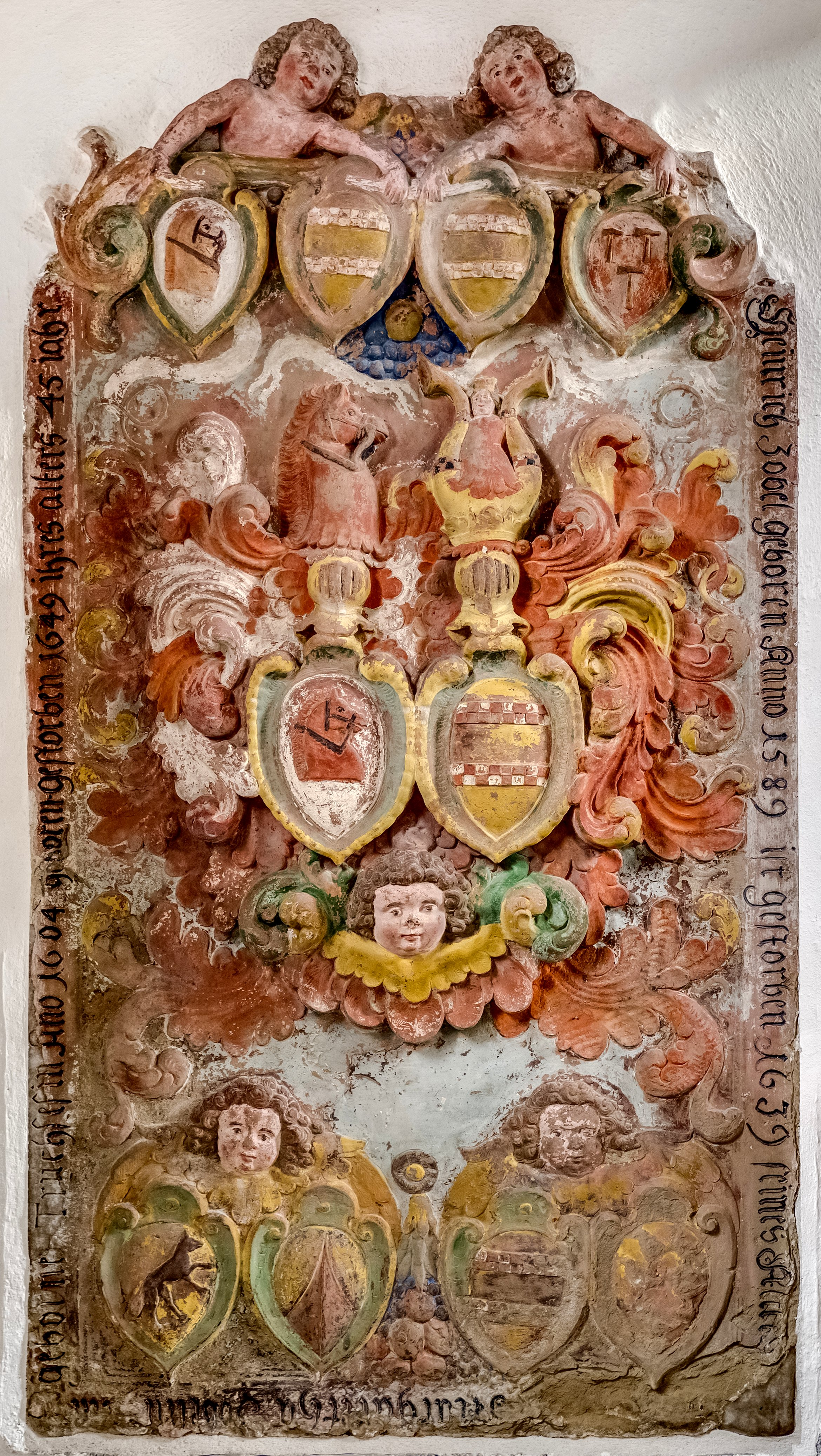
Grabplatte des Heinrich Zobel von und zu Giebelstadt in der Kirche St. Georg in Friesenhausen

Melchior Zobel von Giebelstadt wurde am 19. August 1544 Bischof von Würzburg und starb, vermutlich durch Mord, am Beginn der Grumbachschen Händel am 15. April 1558. Johann Georg I. Zobel von Giebelstadt war von 1577 bis 1580 Bischof von Bamberg.
1530 kamen Schloss und Dorf Messelhausen an die Familie Zobel: In zweiter Ehe verheiratete sich die Witwe des Balthasar von Thüngen mit Christoph Zobel von Giebelstadt zu Guttenberg, der jedoch bald darauf starb. 1538 verkaufte sie Schloss Messelhausen an ihren Schwiegersohn Stephan Zobel von Giebelstadt zu Darstadt, den Gemahl ihrer jüngsten Tochter Anastasia. Seither gehörte das Gut den Zobel von Giebelstadt zu Darstadt. Die Wasserburg in Messelhausen wurde mehrmals zerstört und wiederaufgebaut, zuletzt von 1740 bis 1744 in ihrer heutigen Form als Barockschloss.
1596 erfolgte die Teilung in die Linien zu Giebelstadt und zu Darstadt und Messelhausen.
In Goßmannsdorf am Main, heute ein Stadtteil von Ochsenfurt, herrschten die Zobel von Giebelstadt als Ganerben über das Dorf. Sie teilten sich den Besitz mit den Geyer von Giebelstadt und dem Würzburger Domkapitel.
In der bayerischen Adelsmatrikel waren 1818 noch zwei Linien des Geschlechts, der Giebelstädter Zweig und der Giebelstadt-Dorfstätter Zweig, bei der Freiherrenklasse eingetragen. Der Freiherrenstand war durch Lehensbriefe nachgewiesen.
Während des 18. bis zum Anfang des 19. Jahrhunderts waren die Herren Zobel von Giebelstadt wegen des Besitzes bzw. Teilbesitzes von Baiertal, Balbach, Darstadt, Giebelstadt, Goßmannsdorf, Guttenberg mit Schloss Guttenberg, Herchsheim, Messelhausen mit Schloss Messelhausen, Osthausen, Segnitz, Lipprichhausen und Rütschdorf Mitglied der Reichsritterschaft im Ritterkanton Odenwald des Fränkischen Ritterkreises. Außerdem waren Angehörige der Familie im Ritterkanton Altmühl, Baunach und Anfang des 18. Jahrhunderts auch im Ritterkanton Rhön-Werra immatrikuliert. Wegen der als Erbschaft von der Familie Thüngen erhaltenen Anteile an Freudental wurden sie von 1717 bis 1727 und von 1727 bis 1770 als Personalisten im Ritterkanton Kocher des schwäbischen Ritterkreises geführt.
1808 fielen Messelhausen, Balbach und Rütschdorf an das Großherzogtum Baden, Giebelstadt fiel an das Großherzogtum Würzburg und Lipprichhausen an das Königreich Bayern.

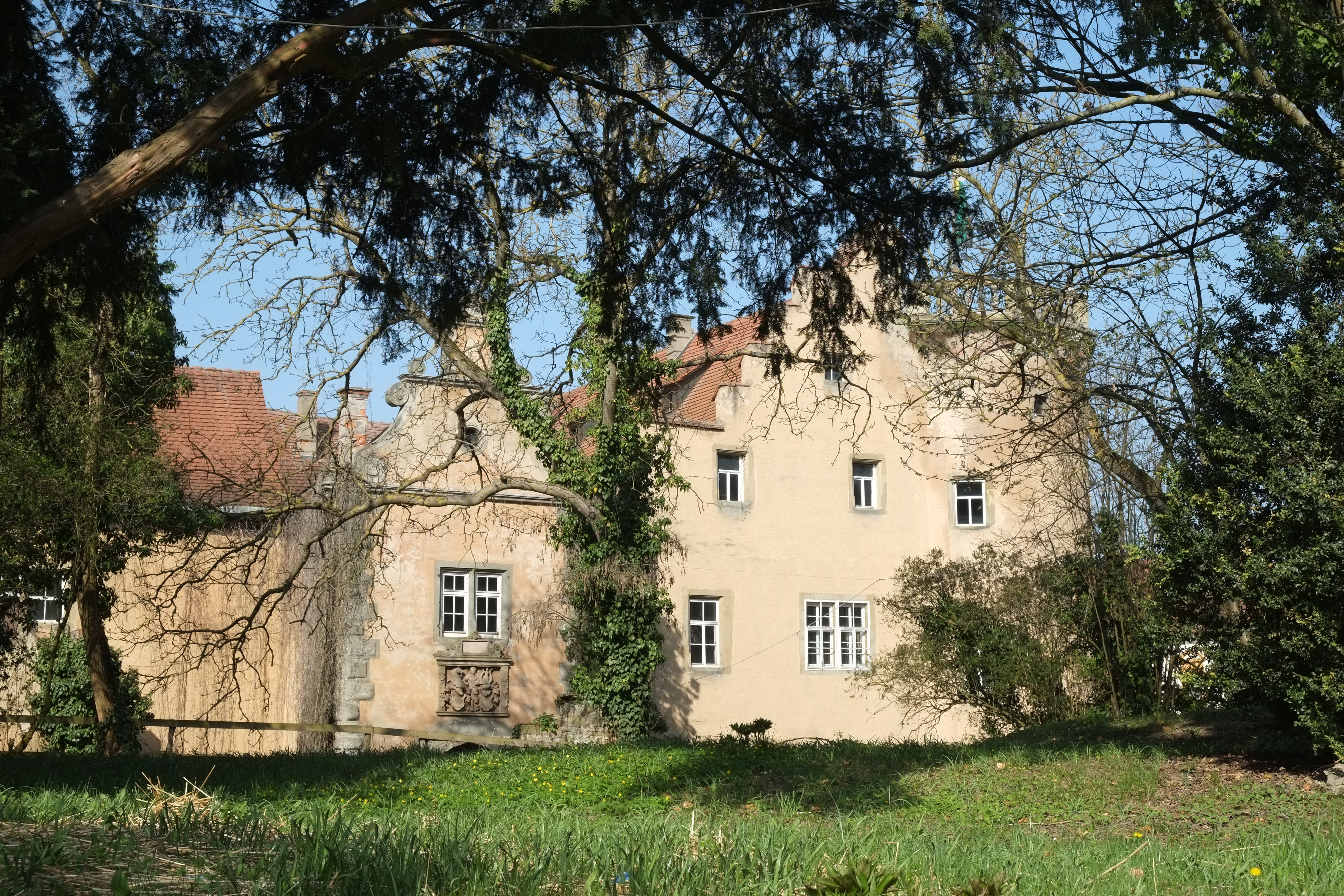
Zobelschloss Giebelstadt
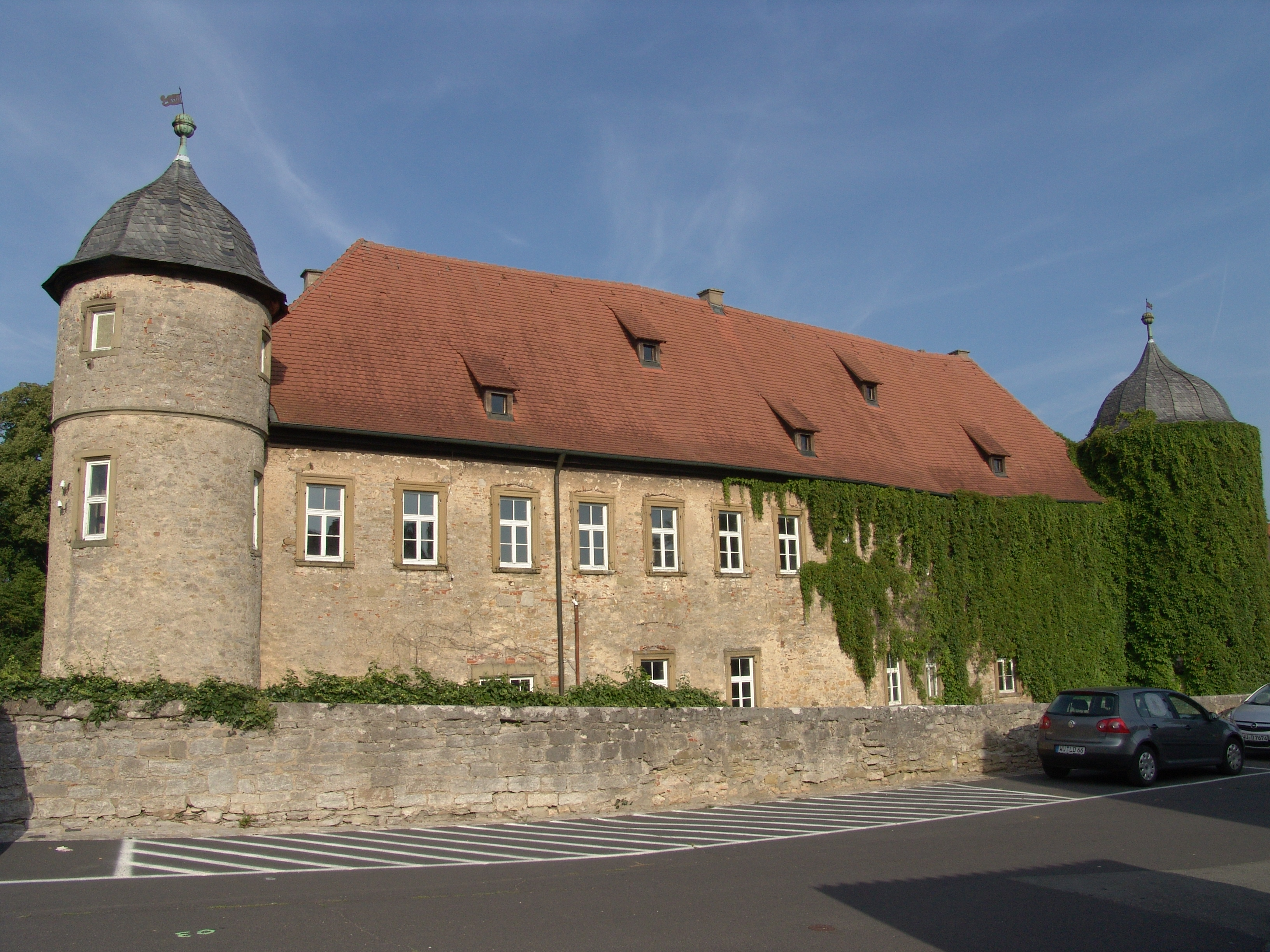
Schloss Giebelstadt
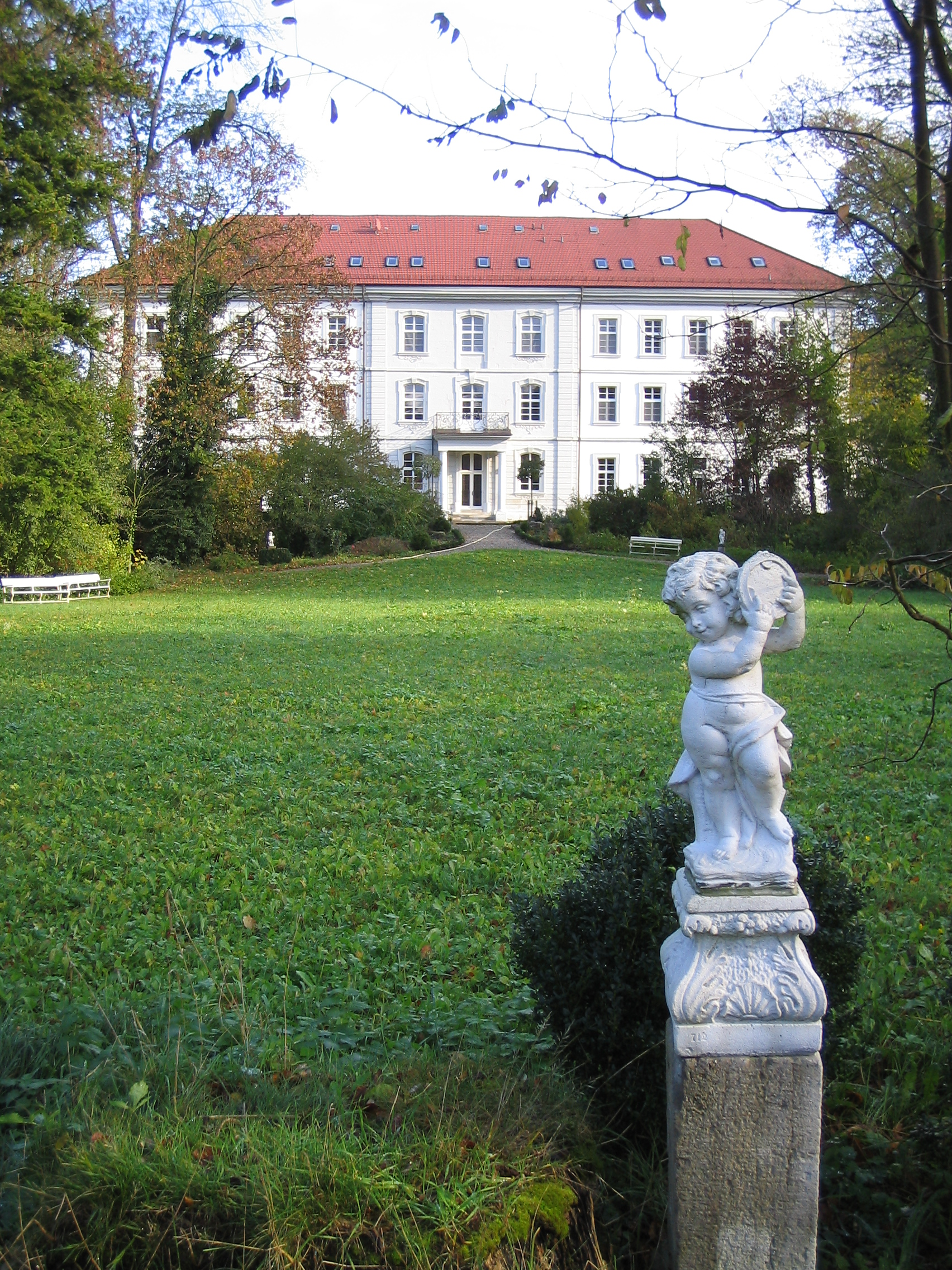
Schloss Messelhausen
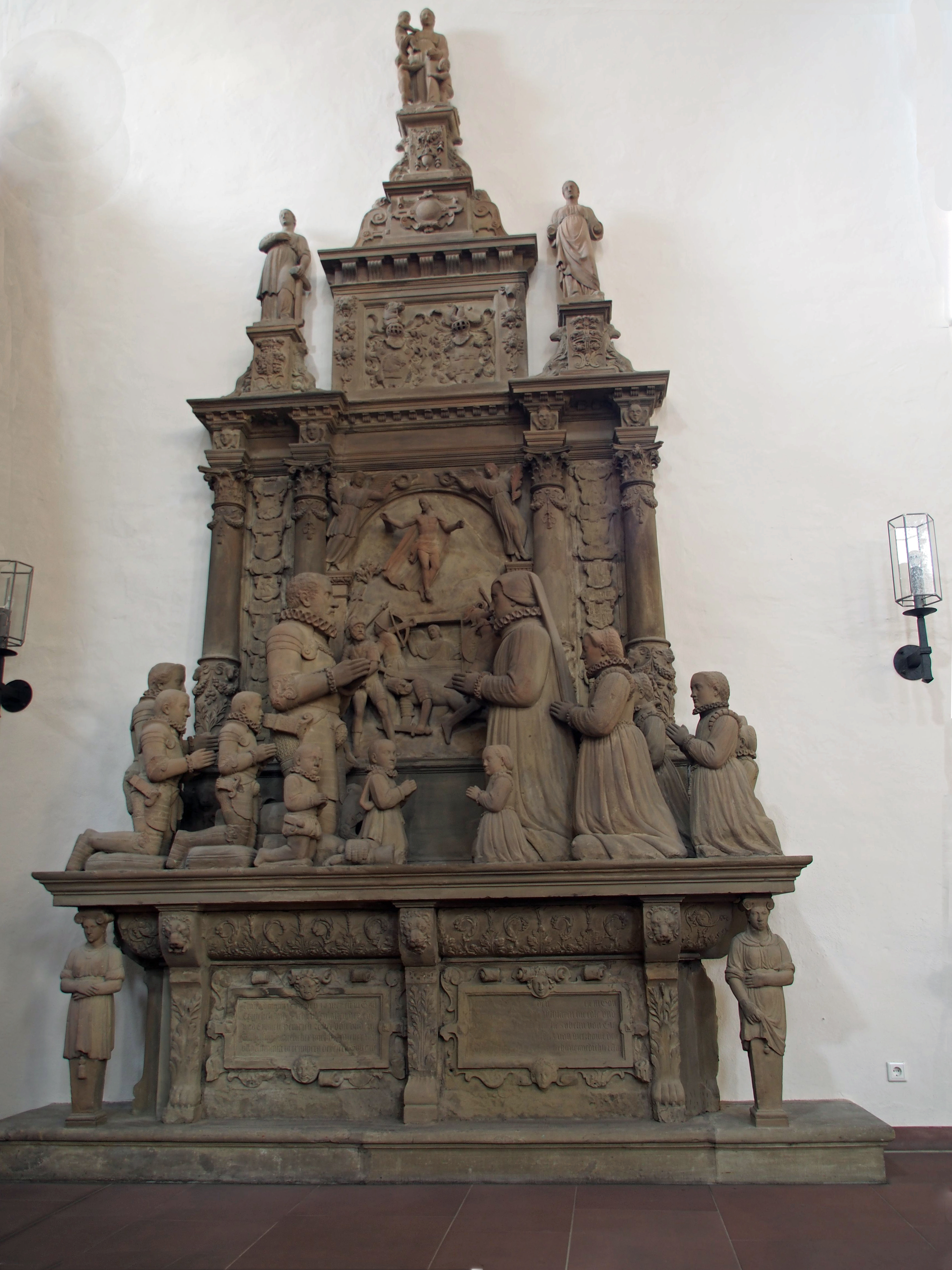
Epitaph des Heinrich Zobel in der Franziskanerkirche Würzburg (um 1589)

## Gegenwart
1932 erwarb der Augustinerorden das Schloss Messelhausen. Das Augustinerkloster Würzburg nutzte es als Pius-Keller-Haus. Heute betreibt der Malteserorden dort betreutes Wohnen.
2002 geriet Schloss Giebelstadt in die Schlagzeilen, als eine Versteigerung von 2713 historischen Gegenständen aus dem Schloss, darunter Glas, Porzellan, Uhren, Möbel mit Zobel-Wappen, Gartenplastiken, Waffen und Gemälde, durch ein Bayreuther Auktionshaus Ende September angekündigt worden war. Darunter befand sich auch das Richtschwert, mit dem Ritter Wilhelm von Grumbach 1567 auf dem Marktplatz zu Gotha hingerichtet worden war, und Bildnisse von fränkischen Adligen, darunter Familienporträts, ein barocker Spieltisch und der Stammbaum der Adelsfamilie von Zobel. Das Landratsamt Würzburg ordnete unter Federführung des Landesamtes für Denkmalpflege an, dass 64 Objekte im Giebelstadter Schloss bleiben müssen, weil sie dort eine konkrete historische Funktion erfüllen. Sie wurden zunächst doch versteigert,  jedoch der Raiffeisenbank Ochsenfurt sicherungsübereignet. Die Verschuldung der Familie führte dazu, dass die vierflügelige Schlossanlage der Zobel im Zentrum von Giebelstadt am 19. Februar 2008 in Würzburg auf Antrag der Raiffeisenbank Ochsenfurt zwangsversteigert wurde. Der neue Schlossbesitzer Walter Konrad ist in Giebelstadt geboren und gründete im Jahr 1980 im US-Bundesstaat Texas ein Unternehmen für Jalousien.
Schloss Darstadt befindet sich bis heute im Besitz der Freiherren Zobel von Giebelstadt. Der Bau hat einen spätmittelalterlichen Kern und erhielt seine heutige Form im 16./17. Jahrhundert. Am 29. Mai 2016 lief bei einem schweren Unwetter Wasser in den Schlossgraben und stieg so hoch, dass das Erdgeschoss überflutet und das Mobiliar beschädigt wurde; auch wurde das seit 2011 dort untergebrachte Familienarchiv (35 laufende Meter) stark in Mitleidenschaft gezogen und erst Tage später geborgen. Erste Schritte zur Wiederherstellung wurden in die Wege geleitet.

## Wappen
Das Stammwappen zeigt in Silber einen schwarzgezäumten roten Rossrumpf, auf dem Helm das Schildbild. Die Helmdecken sind rot-silbern.
Das Ross aus dem Wappen der Familie Zobel erscheint noch heute in einigen schwäbischen und bayerischen Ortswappen.

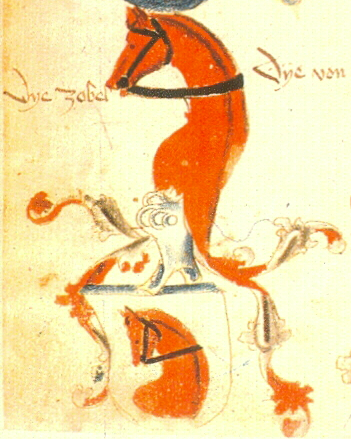
Wappen im Ingeram-Codex, 1459
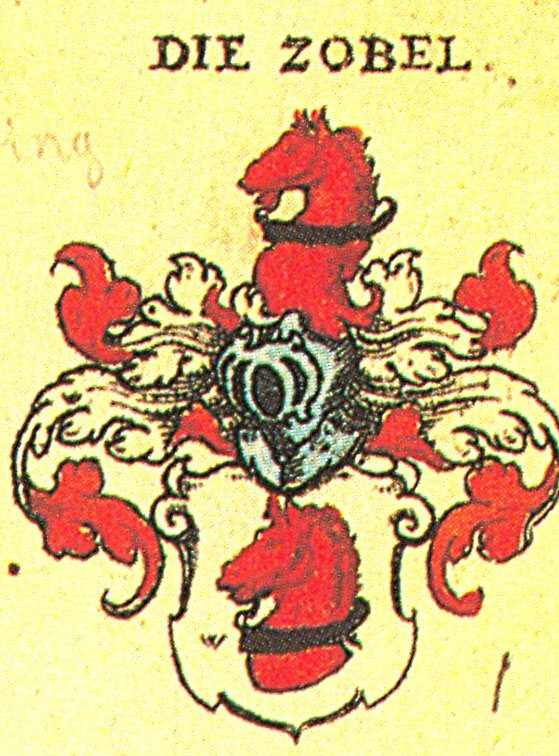
Wappen nach Siebmachers Wappenbuch, 1605
Wappen von Messelhausen, Ortsteil der Stadt Lauda-Königshofen
Wappen der Gemeinde Segnitz
Wappen der Gemeinde Kist

## Persönlichkeiten

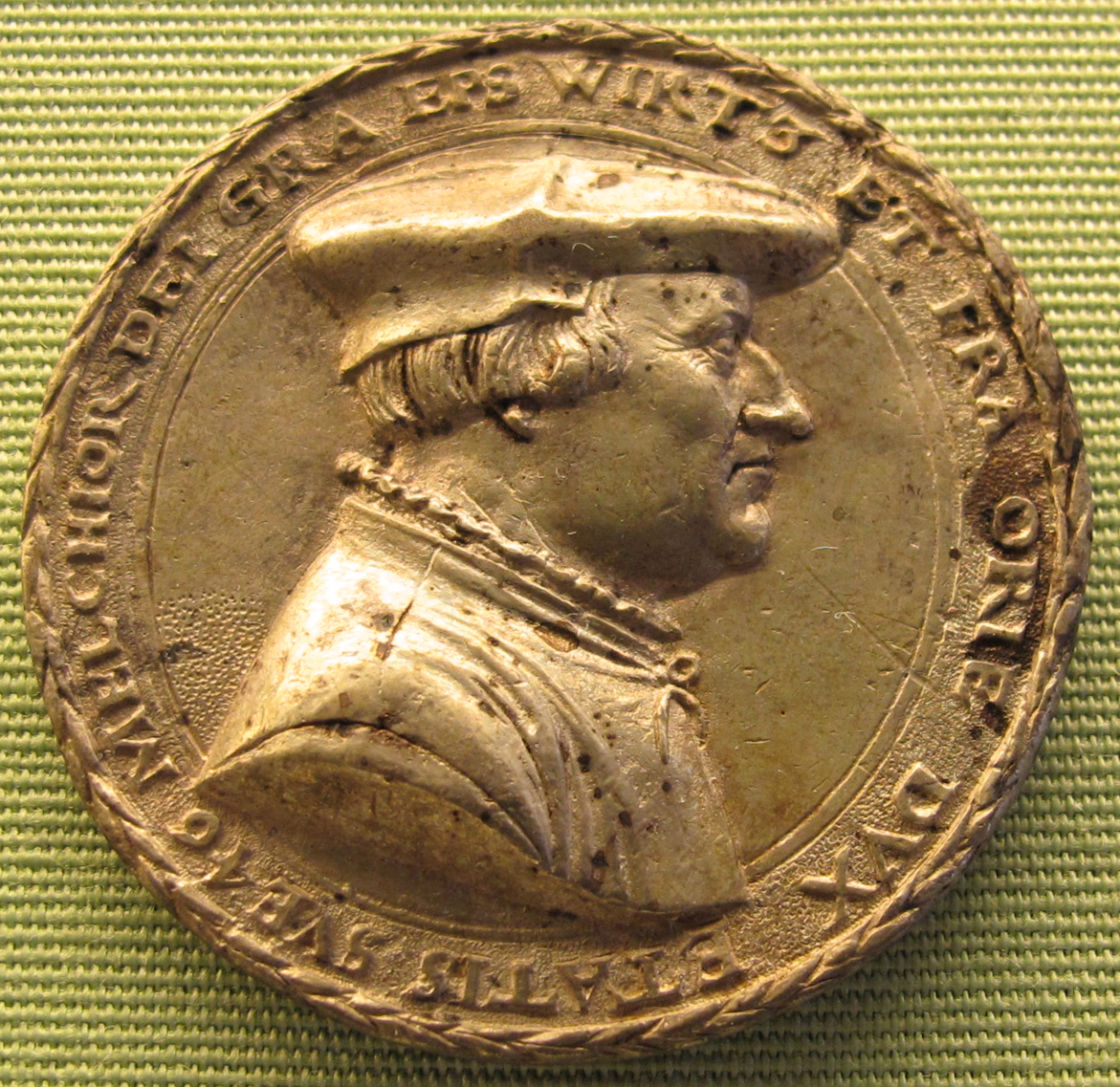
Melchior Zobel von Giebelstadt (1505–1558), Fürstbischof von Würzburg

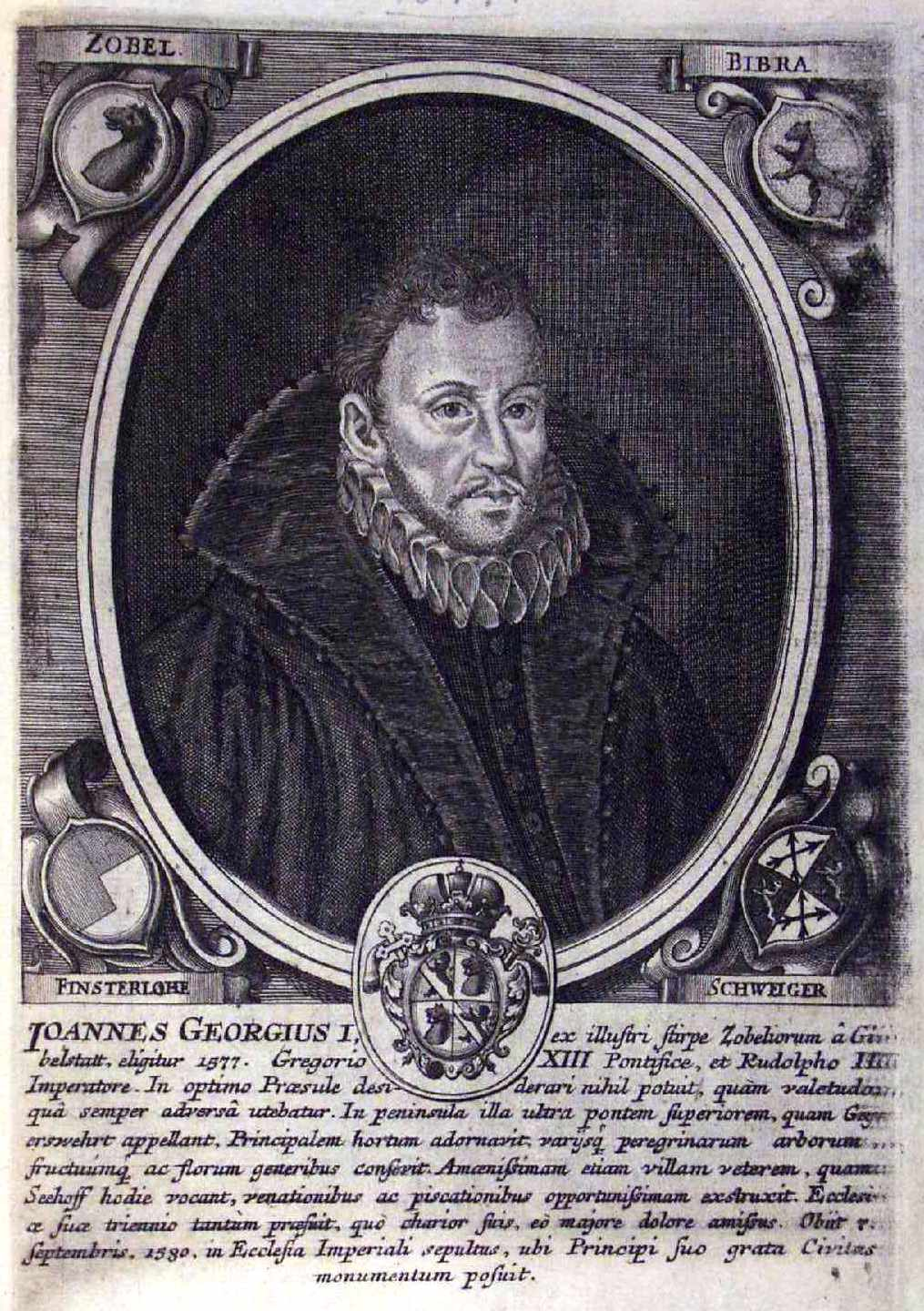
Johann Georg I. Zobel von Giebelstadt († 1580), Fürstbischof von Bamberg

- Konrad I. Zobel († 1318): Abt von Münsterschwarzach (wohl 1316–1318)
- Melchior Zobel von Giebelstadt (1505–1558): Fürstbischof von Würzburg (1544–1558)
- Johann Georg I. Zobel von Giebelstadt († 1580): Fürstbischof von Bamberg (1577–1580)
- Heinrich Zobel von und zu Giebelstadt († 1589), fürstbischöflicher Rat und Amtmann, Epitaph in der Würzburger Franziskanerkirche
- Amalie Zobel, geborene Truchseß von Wetzhausen († 1606), Ehefrau von Heinrich Zobel, Epitaph in Giebelstadt und Würzburg
- Conrad Ludwig Zobel von Giebelstadt (1702–1752), Würzburger Domherr[6]
- Philipp Franz Johann Adolf Christoph Friedrich Zobel von Giebelstadt: Würzburger Domherr
- Johann Christian Freiherr von Zobel († Sept. 1739): kurpfälzischer Feldzeugmeister; 11. Dezember 1726 kaiserlicher Feldmarschall-Leutnant
- Ferdinand Zobel von Giebelstadt: 1759 im Kloster Holzkirchen
- Benedikt Wilhelm Zobel von Giebelstadt (1755–1758), Landkomtur der Kommende Münnerstadt, Ballei Franken
- Franz Konrad Zobel von Giebelstadt (1785–1789), Landkomtur am Deutschhof (Heilbronn), Ballei Franken
- Thomas Friedrich Zobel von Giebelstadt (1799–1869), Feldmarschall-Leutnant und Kämmerer, Ritter des kaiserlichen Leopold-Ordens, Inhaber des 61. Infanterie-Regiments